# Wilhelm Vogt (Oberamtmann)
Wilhelm Vogt (* 24. März 1836 in Oberiflingen; † 5. Mai 1903 in Kirchheim unter Teck) war ein deutscher Beamter. Er war unter anderem  württembergischer Oberamtmann.

## Leben und Werk
Der Sohn eines Pfarrers besuchte das Gymnasium in Heilbronn und das Evangelische Theologische Seminar in Urach. Von 1854 bis 1857 studierte er Regiminalwissenschaften in Tübingen. 1858 und 1859 legte er die höheren Dienstprüfungen ab. 1859 und 1860 leistete er Militärdienst als Leutnant beim 4. Infanterieregiment. Danach war er Aktuariatsverweser bei verschiedenen Oberämtern. Zwischen 1863 und 1866 war er Oberamtsaktuar bei den Oberämtern Besigheim und Horb. 1866 nahm Wilhelm Vogt als Spitalkommissar am Feldzug gegen Preußen teil. 1866 bis 1870 arbeitete er als Oberamtsaktuar beim Oberamt Neckarsulm. 1870 und 1872 nahm er als Regimentsquartiermeister beim 4. Reiterregiment am Krieg gegen Frankreich teil. 1872 bis 1876 war er als Oberamtsaktuar und Amtmann bei verschiedenen Oberämtern und bei der Regierung des Neckarkreises in Ludwigsburg tätig. Ab 1877 leitete er als Oberamtmann das Oberamt Oberndorf und zwischen 1885 und 1900 das Oberamt Kirchheim. 1900 trat er unter Verleihung des Titels Regierungsrat in den Ruhestand.

## Auszeichnungen
- Silberne Jubiläumsmedaille der Kriegsdenkmünze von 1866
- Kriegsdenkmünze von 1870/71 für Nichtkombattanten
- 1889: Ritterkreuz I. Klasse des Friedrichsordens